# NGC 3982
NGC 3982 (другие обозначения — UGC 6918, MCG 9-20-36, ZWG 269.19, KUG 1153+554, IRAS11538+5524, PGC 37520) — спиральная галактика с перемычкой (SBb) в созвездии Большая Медведица.
Этот объект входит в число перечисленных в оригинальной редакции «Нового общего каталога».
Галактика NGC 3982 входит в состав группы галактик NGC 3898. Помимо NGC 3982 в группу также входят ещё 9 галактик.

## Характеристики
Это крупная галактика обращена к Земле плашмя, благодаря этому в ней удобно наблюдать спиральный узор  и получать кривые вращения галактики.
Спиральная галактика NGC 3982 обладает несколькими спирально закрученными рукавами. Синие и голубые цвета на снимках галактики — это целые звёздные скопления, тёмные полосы — газо-пылевые облака и тёмные туманности. Галактика находится на расстоянии около 60 миллионов световых лет от Земли. С поверхности нашей планеты её можно наблюдать даже в небольшой телескоп, в созвездии Большой Медведицы.
Галактика обладает активным ядром и относится к сейфертовским галактикам типа II.
Наблюдения с помощью космического телескопа «Хаббл» позволили открыть в галактике 26 кандидатов в цефеиды с периодами от 10 до 45 суток, а также 13 переменных звёзд.
В 2015 году данные о галактике использовались для оценки модифицированной теории ньютоновской динамики, и модель показала хорошее соответствие с наблюдениями.
В галактике 13 апреля 1998 года вспыхнула сверхновая, получившая обозначение SN 1998aq.